# Selaginella parkeri
Selaginella parkeri là một loài dương xỉ trong họ Selaginellaceae. Loài này được Hook. & Grev. Spring mô tả khoa học đầu tiên năm 1843.